# Geto Boys
Geto Boys (oorspronkelijk gespeld als Ghetto Boys) was een Amerikaanse rapgroep uit Houston bestaande uit Scarface, Willie D en Bushwick Bill. De Geto Boys kregen bekendheid door hun teksten over controversiële onderwerpen zoals misogynie, geweld, psychotische ervaringen en necrofilie. De Geto Boys sloegen een nieuwe weg in met hun soulvolle zuidelijke geluid, een voorloper van de Dirty South-stijl.
DJ Ready Red (Collins Leysath) overleed in augustus 2018 op 53-jarige leeftijd aan een hartinfarct. Bushwick Bill (Richard Stephen Shaw) overleed in juni 2019 aan alvleesklierkanker.

## Discografie
Albums
- Making Trouble (1988)
- Grip It! On That Other Level (1989)
- The Geto Boys (1990)
- We Can't Be Stopped (1991)
- Till Death Do Us Part (1993)
- The Resurrection (1996)
- Da Good da Bad & da Ugly (1998)
- The Foundation (2005)